# Кайдановский, Наум Львович
Наум Львович Кайдановский (26 октября 1907, Екатеринослав — 10 ноября 2010 года, Санкт-Петербург, Россия) — советский и российский астроном, Заслуженный деятель науки Российской Федерации (1997).

## Биография
Родился в Екатеринославе в семье полтавского мещанина Липы Янкель-Берковича Кайдановского (в быту Льва Борисовича, 1881—?), который к 1915 году был уже приписан к купеческому сословию, а после переезда семьи в Москву во время НЭПа владел магазином, в 1930-е годы работал протезистом в больнице имени Н. А. Семашко. 2 сентября 1937 года отец был арестован по обвинению в контрреволюционной агитации, осуждён на 8 лет ИТЛ, но после пересмотра дела 3 августа 1938 года освобождён из Бамлага. Мать — Фелиция Кайдановская.
Окончил мехмат МГУ. В 1943 году был призван в армию (рядовой, старший лейтенант). Работал в Физическом институте им. П. Н. Лебедева. Основным направлением работ учёного была радиоастрономия. Участвовал в разработке и создании Большого Пулковского радиотелескопа и 600-метрового радиотелескопа РАТАН-600. Автор множества работ по радиоастрономии и теории антенн.
Учёный скончался 10 ноября 2010 года в Санкт-Петербурге. Похоронен на Пулковском астрономическом кладбище.